# Géza S. Dombrády
Géza Siegfried Dombrády (* 10. Februar 1924 in Budapest; † 6. Februar 2006 in Hamburg-Bergedorf) war ein ungarischer Japanologe.

## Leben
Nach der Promotion zum Dr. phil. in München 1956 und der Habilitation 1964 in Hamburg lehrte dort er von 1964 bis 1971 als Privatdozent für Japanologie und von 1971 bis 1978 als Professor für Japanologie. Er wechselte dann nach Köln.

## Schriften (Auswahl)
Übersetzer
- Die letzten Tage meines Vaters. Mainz 1985, ISBN 3-87162-003-3.
- Feuer im Grasland. Roman. Frankfurt am Main 1994, ISBN 3-458-16603-3.
- Sarumino, das Affenmäntelchen. Mainz 1994, ISBN 3-87162-034-3.
- Auf schmalen Pfaden durchs Hinterland. Mainz 2014, ISBN 978-3-87162-075-1.